# Estampie
La estampie (en francés: estampie; en occitano: estampida; en italiano: istampitta, istanpitta, stampita; en latín: stantipes) era una danza medieval y una forma musical de estilo instrumental y vocal, que fue popular durante los siglos XIII y XIV. Podía llevar o no texto, aunque no se han conservado muchos textos de estampies. La variante sin texto es una de las primeras muestras que se conservan de música instrumental pura en la historia de la música de Europa occidental. Se trata de la única danza de la Edad Media de la que se conservan tanto la descripción como un repertorio definido.

## Etimología
La etimología del término es objeto de controversias. La denominación latina stantipes combina stati (permanecer) y pes (pies), lo cual sugiere que un pie permanece inmóvil durante la danza. Por su parte, el nombre francés  estampie deriva de estamper, que puede aludir a estampar (dar una patada en el suelo), retumbar o girar. Estas etimologías, junto con las asociaciones hechas por los teóricos medievales, identifican la estampie con un tipo de danza.

## Características musicales
La descripción de esta forma fue recogida por Johannes de Grocheo y, como es ambigua, ha dado lugar a múltiples interpretaciones.
Consta de cuatro a siete secciones, llamadas puncta, cada una de los cuales se repite, siguiendo el patrón: aa, bb, cc, etc. Diferentes finales –ouvert (abierta) y clos (cerrada)– corresponden tanto a la primera aparición de cada punctum como a la segunda, de modo que la estructura podría ser: a + x, a + y, b + w, b + z, etc.  En ocasiones se utilizan las mismas dos terminaciones para todos los puncta, dando lugar a la estructura: a+x, a+y; b+x, b+y, c+x, c+y, etc. Una estructura similar fue compartida con el saltarello, otra danza medieval. Aunque la estampie suele ser generalmente monódica, también hay noticia de composiciones a dos voces que siguen esta forma.
Aparece mencionada en el Decamerón de Boccaccio, como una forma de música instrumental más para ser escuchada que para acompañar el baile.

## Coreografía
El carácter idealizado de todas estas piezas sugiere que la estampie originalmente era una danza real. No se han conservado manuales de danza que describan la estampie como danza. Las miniaturas de los manuscritos y las pinturas de la época parecen indicar que implicaba saltos bastante vigorosos. Algunas como la famosa estampie Tre Fontane ("Tres Fuentes"), contienen una escritura instrumental florida y virtuosística; de ahí que pudieran haber sido concebidas como el interpretación abstracta más que música de danza propiamente dicha.

## Compositores y obras
Se trata de la única danza de la Edad Media de la que se conservan tanto la descripción como un repertorio definido. Se conservan 16 piezas sin texto procedentes de dos fuentes diferentes en las que reciben la denominación de estampies. El ejemplo de esta forma musical más antiguo del que tenemos noticia es la canción "Kalenda maya", cuya autoría se atribuye al trovador Raimbaut de Vaqueiras (1180-1207) con la melodía de una estampida interpretada por juglares franceses. Todos los demás ejemplos conocidos son piezas instrumentales puras. Los ejemplos del siglo XIV incluyen estampies con subtítulos como Lamento di Tristano, La Manfredina, Saltarello, Isabella, Tre Fontane.

## Discografía
- 2003 – Istampitta. Musiques de fête à la cour des Visconti en Italie à la fin du XIVe siècle. Alla Francesca, Pierre Hamon, Carlo Rizzo. (Opus 111, Naïve OP 30 325)   Contiene tres salterelli, el Lamento di Tristano y las istampitte: Isabella, Tre Fontane, Principio di virtù e In Pro.